# 片平町 (郡山市)
片平町（かたひらまち）は、福島県郡山市の行政区、および当行政区に属する大字の一つである。

## 行政区

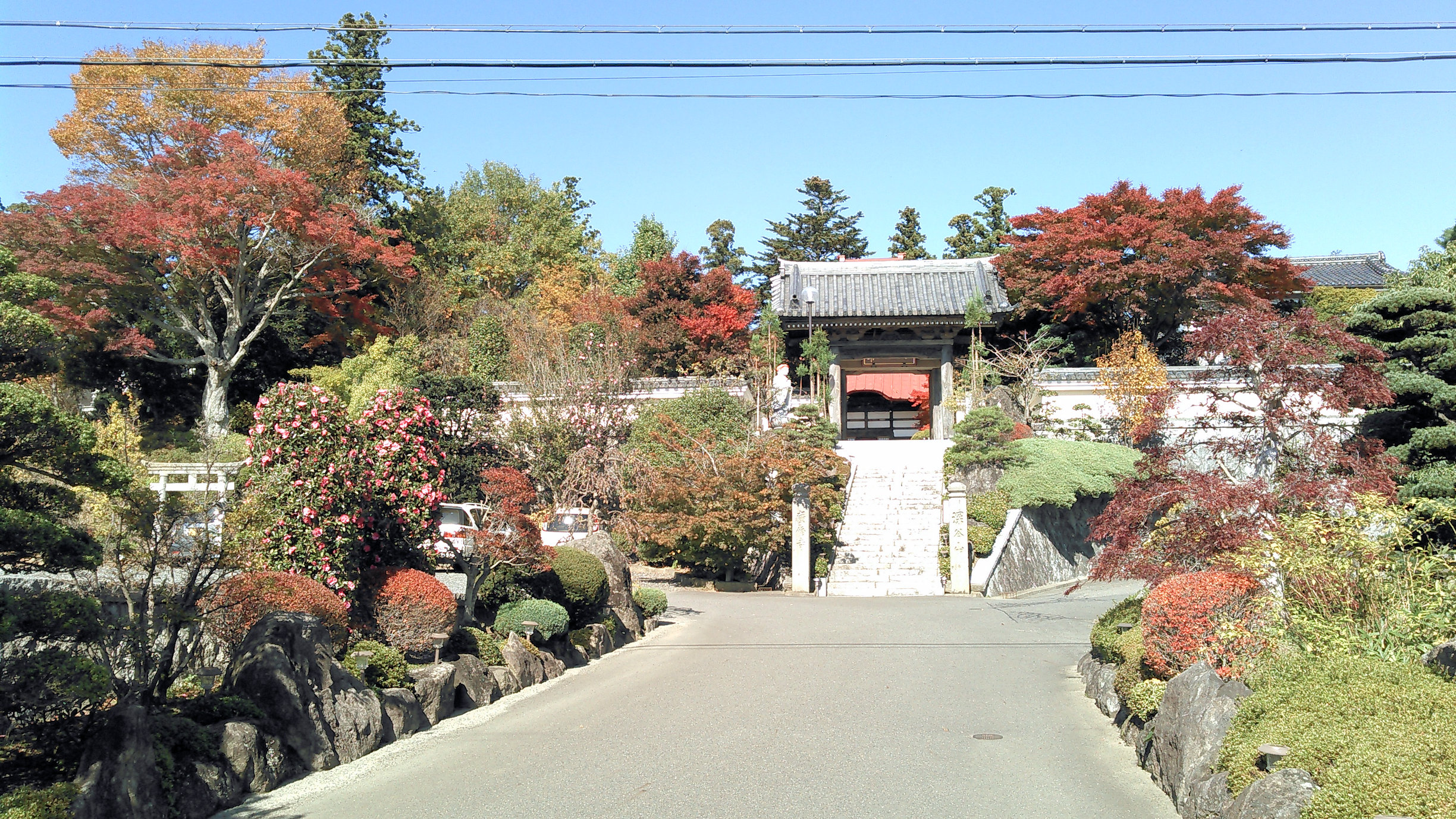
広修寺

### 概要
おおむね郡山市合併前の安積郡片平村だった区域である。大字としての片平町と待池台が所属する。奈良時代の宮中女官の伝説、「采女物語」の舞台として知られた。また、万葉集や古今和歌集に記された歌の歌枕として知られた「安積山」とともに、その影が映ると詠まれた「山ノ井清水」は、地域内の山ノ井清水を指すといわれている。

### 歴史
- 1879年1月27日 - 旧二本松藩領片平村が福島県内における郡区町村制の施行により安積郡の村となる。
- 1889年4月1日 - 町村制施行により、片平村が単独で村制施行し安積郡片平村が発足。[2][3]
- 1965年5月1日　郡山市が片平村を含む安積郡全町村・田村郡田村町と新設合併を行ったことで旧片平村域は郡山市の行政区、および大字となる。これにより地方自治体としての片平村が消滅した。

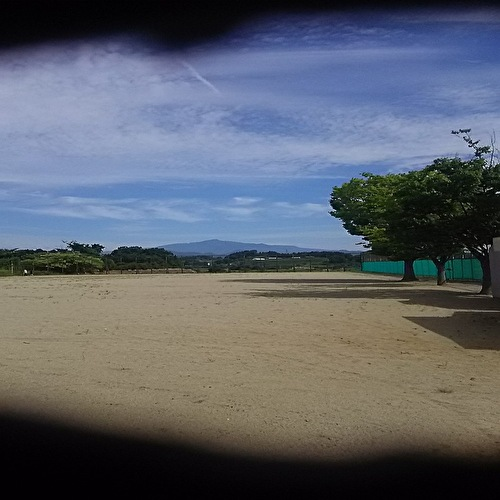
片平スポーツ広場

変遷表
| 1868年 以前 | 1868年 以前 | 明治9年      | 明治12年 | 明治22年 4月1日 | 昭和40年 5月1日 | 現在   |
| ----------- | ----------- | ------------ | -------- | --------------- | --------------- | ------ |
|             | 片平村      | 菱形村の一部 | 片平村   | 片平村          | 郡山市          | 郡山市 |

### 人口・世帯

#### 人口
総数 [単位： 人]
| 1889年（明治22年） | 1,934 |
| 1920年（大正 9年） | 2,690 |
| 1947年（昭和22年） | 4,400 |
| 2010年（平成22年） | 7,194 |
| 2015年（平成27年） | 6,783 |

#### 世帯
総数 [単位： 世帯]
| 1920年（大正 9年） | 457   |
| 1947年（昭和22年） | 713   |
| 2010年（平成22年） | 2,045 |
| 2015年（平成27年） | 2,072 |

### 所属地区
- 片平町
- 待池台
  - 郡山西部第二工業団地

※ 詳細な地理は各項目参照のこと。

## 大字

### 地理
郡山市西部の片平町行政区に属する。郵便番号は963-0211。北で待池台、北東で熱海町下伊豆島、喜久田町、東で富田町、中ノ目、富田西、うねめ町、南で大槻町、西で逢瀬町河内とそれぞれ隣接する。片平町行政区から郡山西部第二工業団地造成に伴い分離新設された待池台を除く大部分を範囲とする。一級水系阿武隈川支流逢瀬川とその左岸支流である馬場川流域を主な範囲とする。西端部に丘陵地があるほかは平地が占めており、広大な田畑が広がる農業が盛んな地域である。水稲のほかにイチゴの栽培もおこなわれている。福島県道142号河内郡山線沿線、福島県道55号郡山矢吹線矢吹方面交点周辺に市街地が広がり、また集落が多数点在する。南東部を分断する形で東北自動車道が建設され、以後南東側のエリアは隣接する大槻町、富田町と共に新興住宅地として開発がすすめられた。一部は地名変更の上で富田町行政区へ移管された場所もある。片平町に所在する郡山北警察署片平駐在所、および喜久田町卸に所在する郡山消防署喜久田基幹分署がそれぞれ管轄にあたる。

#### 河川
一級水系阿武隈川水系
- 逢瀬川
  - 馬場川
    - 寺前川
    - 塩ノ入川

#### 主な字
字
- 上居
- 大久保
- 大窪山
- 上山田
- 北
- 北諏訪
- 下膳棚
- 下向山
- 台田
- 玉の木
- 鳥井戸
- 十戸前
- 鳥戸
- 中池
- 中ノ沢
- 西蛇光
- 西久保
- 西上居
- 羽前場
- 東久保
- 南下
- 向山田
- 矢作
- 山田下
- 山田山
- 愛宕裏
- 相の山
- 新町
- 石切場
- 漆房
- 王宮
- 大町東
- 大町
- 大笠松

- 上舘
- 上極楽
- 門口
- 北地の岡
- 北町東
- 上町
- 北大町
- 北田
- 行屋
- 北蛇光
- 小林
- サラメキ
- 清水
- 下舘
- 下鳥井戸
- 新堀
- 外堀
- 大根田
- 地の岡
- 地形山
- 天王
- 寺前
- 寺下
- 寺西
- 堂ノ久保
- 並西勝
- 中町裏
- 中町
- 中舘
- 西大町
- 西戸城
- 畑鉾
- 東戸城
- 東極楽

- 古車
- 福内
- 町南
- 町東
- 南中町
- 南前
- 南樋下
- 南万楷
- 南万会
- 水上
- 元若宮
- 若宮
- 稲場
- 上寺
- 上向
- 上梅木
- 上直道
- 北小寺山
- 北三天
- 見物壇
- 庚申作
- 小寺山
- 権現田
- 幸新舘
- 権現林
- 神明
- 下平
- 柴木戸
- 平
- 舘山
- 梨久保
- 梨久保北
- 深谷上屋敷
- 風泉

- 峯三天
- 妙見舘
- 稲荷
- 沖中
- 鍛治田
- 杵田
- 北久保
- 久保
- 窪南
- 午頭天池下
- 清水台
- 清水西
- 舘堀
- 田中
- 鶴蒔
- 樋口
- 戸納落西
- 鳴神
- 西畑
- 西柳作
- 馬場下
- 的場
- 的下
- 松
- 南久保
- 森
- 谷地
- 森南
- 柳作
- 柳作東
- 若宮裏
- 蟻塚
- 池下
- 大谷地池下

- 大谷草池下
- 大山南
- 上高森
- 川向
- 釜場
- 木宮道東
- 木宮南
- 木宮道西
- 庚坦原
- 堺
- 下高森
- 重郎作
- 新蟻塚
- 出磬東
- 出磬森
- 遠辺田
- 中村川向
- 中舘岡
- 中川原南
- 中林南
- 西高森
- 花立
- 東木宮
- 東重郎作
- 櫟ケ沢
- 前田
- 南出磬山
- 南舘岡
- 道岸
- 元大谷地
- 元大山
- 米沢

### 世帯数と人口
2024年1月1日現在の世帯数と人口は以下の通りである。
| 大字   | 世帯数    | 人口    |
| ------ | --------- | ------- |
| 片平町 | 2,479世帯 | 5,938人 |

### 小・中学校の学区
市立小・中学校に通う場合、学区は以下の通りとなる。
| 番地 | 小学校               | 中学校                 |
| --- | -------------------- | ---------------------- |
| 中ノ目、大山南、下高森、中林南、元大山 | 郡山市立富田西小学校 | 郡山市立郡山第六中学校 |
| 蟻塚の一部、池下、大山、上高森、 川向の一部、釜場、北大山、下川向の一部、 新蟻塚の一部、高森北山、高森居久根、 出磬森、出磬東、遠辺田、中川原の一部、 中村川向の一部、中河原南の一部、 西高森、前田、南山 | 郡山市立小山田小学校 | 郡山市立郡山第六中学校 |
| 蟻塚の一部、木宮南の一部 | 郡山市立片平小学校   | 郡山市立郡山第六中学校 |
| 上記を除く全域 | 郡山市立片平小学校   | 郡山市立片平中学校     |

### 交通

#### 道路
- 東北自動車道
  - 郡山中央スマートインターチェンジ下り線 - 上り線側は隣接する大槻町に位置する。
- 福島県道55号郡山矢吹線
- 福島県道142号河内郡山線
- 一級市道72号三穂田熱海線
- 二級市道198号喜久田片平線

### 施設等

#### 行政・公共施設
- 郡山市片平行政センター
- 郡山市片平公民館
- 福島さくら農業協同組合 片平総合支店

#### 教育
- 郡山市立片平中学校 - 旧片平村立片平中学校。1947年（昭和22年）創立。
- 郡山市立片平小学校 - 旧片平村立片平小学校。1874年（明治7年）創立。
- 郡山市学校教育部 市立中学校第二給食センター
- 東北歯科専門学校 - 奥羽大学（旧東北歯科大学）の関連学校である。

#### 公園
- 片平スポーツ広場
- 山ノ井農村公園（別名うねめ公園、千枚田など）
- 蟻塚公園

#### 商業
- セブンイレブン 郡山片平町店

当地区、大字名を冠するヨークタウン片平は当大字より富田町行政区へ移管された中ノ目に位置する。

#### 名所旧跡
- 片平城址
- 中館跡
- 中村館跡

#### 温泉
- 東北原温泉

#### 神社仏閣
- 片平神社 – 片平町北久保
- 采女神社 (郡山市) – 片平町荒池下/山ノ井[8]
- 愛宕神社 (郡山市片平町) – 片平町天王。
- 西宮神社 (郡山市) – 片平町上作田
- 鬼渡神社 (郡山市) – 片平町中ノ沢
- 王宮伊豆神社 – 片平町天王
- 渡戸神社（飯豊別神社） – 片平町峯三天[9][10]
- 三ヶ寺（片平城主の菩提寺や「紅葉寺」などの3つの寺）
- 常居寺
- 廣修寺

### 祭事
- 1月 うねめの里 冬花火、どんど焼き
- 8月 郡山うねめまつり うねめ供養祭
- 10月 王宮伊豆神社 秋季例大祭